# المحالبة ( عادة عمانية تقليدية )
المحالبة؛ عادة تقليدية تقوم على التنافس بين مربي النوق الآصايل على كمية الحليب الذي يمكن أن يحصل من الناقة في المرة الواحدة، وتقام في مناسبات الزواج والختان والأعياد.

## طريقة ممارستها
تمارس عادة المحالبة على الشكل الآتي:
- تحضر النوق حديثة الولادة في مكان محدد.
- يحلب صاحب الناقة ناقته أمام محكمين من أهل الخبرة
- يحدد الفائز بمقارنة كميات الحليب، ويكون هو الحاصل على أكبر كمية حليب من ناقته

بعد المحالبة يتباهي الفائز بناقته التي يملكها على أنها من سلالة نجيبة حلوب ‘ وتشتهر وترتقع قيمتها الشرائية بين الناس.

## الوصلات الخارجية
- انطلاق مهرجان ظفار للمزاينة والمحالبة
- انطلاق مهرجان المزيونة للمزاينة والمحالبة